# 42A busz (Debrecen)

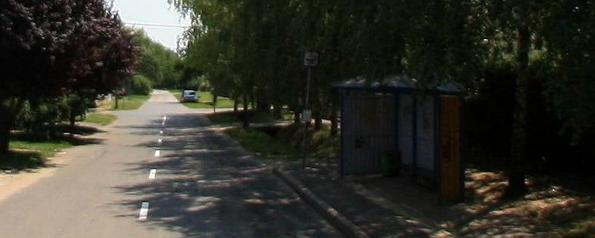
Vadász utca

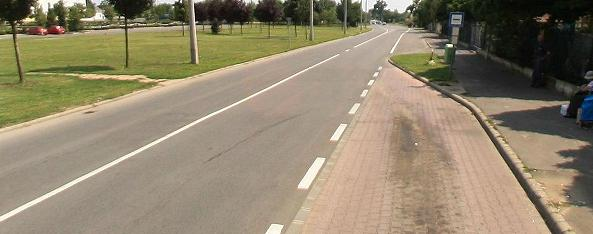
Kishatár utca

A debreceni 42A jelzésű autóbusz a Nagyállomás és a Kishatár utca között közlekedik. Útvonala során érinti a belvárost, Nagyállomást, Helyközi autóbusz-állomást, Segner teret, Alföldi Nyomdát, Kenézy Gyula Kórházat, Nagysándor József Általános Iskolát, Nagysándor telepet és az Auchan áruházat.
Jelenlegi menetrendje 2014. március 1-től érvényes.

## Járművek
A viszonylaton Alfa Cívis 12 szóló buszok közlekednek.

## Útvonala
| Kishatár utca felé | Nagyállomás felé |
| --- | --- |
| Nagyállomás vá. – Piac utca – Széchenyi utca – Nyugati utca – Pesti utca – Bartók Béla út – Szotyori utca – Kishegyesi út – Pósa utca – Kishatár utca vá. | Kishatár utca vá. – Torockó utca – Pósa utca – Kishegyesi út – Szotyori utca – Bartók Béla út – Pesti utca – Nyugati utca – Széchenyi utca – Piac utca – Nagyállomás vá. |

## Megállóhelyei
Az átszállási kapcsolatok között az azonos útvonalon közlekedő 42-es busz nincsen feltüntetve.
| 0  | Nagyállomás végállomás                             | 20 | 1, 2 5, 5A 10, 10A, 10Y, 14, 16, 18, 18Y, 21, 30, 30A, 30I, 30N, 37, 39, 43, 44, 46, 46E, 46H, 47, 47Y, 48, 49, 49Y, 146, A1, Airport1 Helyközi buszok S506 sebesvonat, gyorsvonat, IC, EC, expresszvonat |
| 2  | Petőfi tér                                         | 18 | 1, 2 |
| 3  | Piac utca (↓) Kistemplom (↑)                       | 16 | 1, 2 A1 |
| 5  | Debreceni Törvényszék (↓) Debreceni Ítélőtábla (↑) | 15 | 3, 3A, 4 19, 25, 25Y, 34, 35, 35Y, 36, 41, 41Y, 45 |
| 6  | Helyközi autóbusz-állomás                          | 14 | 3, 3A, 4, 5, 5A 10, 10A, 10Y, 14, 19, 25, 25Y, 34, 35, 35Y, 36, 41, 41Y, 45, 46, 46E, 46H, 146, A1 Helyközi buszok                                                                                        |
| 7  | Segner tér                                         | 12 | 3, 3A, 4, 5, 5A 10, 10A, 10Y, 11, 13, 14, 17, 17A, 24, 24Y, 25, 25Y, 33, 33E, 34, 35, 35E, 35Y, 36, 45, 46, 46E, 46H, 49, 49Y, 146, A1 Helyközi buszok                                                    |
| 9  | Károli Gáspár tér (↓) Pesti utca (↑)               | 10 | 11, 12, 14, 15, 15Y, 22, 22Y, 24, 24Y, 33E, 34, 35, 35E, 35Y, 36, 36E, 43 |
| 10 | Kenézy Gyula Kórház                                | 8  | 14, 43 |
| 11 | Vág utca                                           | 7  | 43 |
| 12 | Szotyori utca (↓) Bartók Béla út (↑)               | 6  | 43 |
| 13 | Karacs Ferenc utca                                 | 5  | |
| 14 | Építők útja                                        | 4  | 17, 17A, 46, 46H, 146 |
| 15 | Tegez utca                                         | ∫  | 17, 17A, 43, 46, 46H |
| 16 | Pósa utca                                          | 3  | 17, 17A, 43, 46, 46E, 46H, 146 |
| 17 | Világos utca                                       | 2  | 43 |
| 17 | Torockó utca                                       | 1  | 43 |
| 18 | Házgyár utca                                       | 0  | 21, 43 |
| 19 | Kishatár utca végállomás                           | 0  | 21, 43, A1 |